# Tren de cercanías en América del Norte

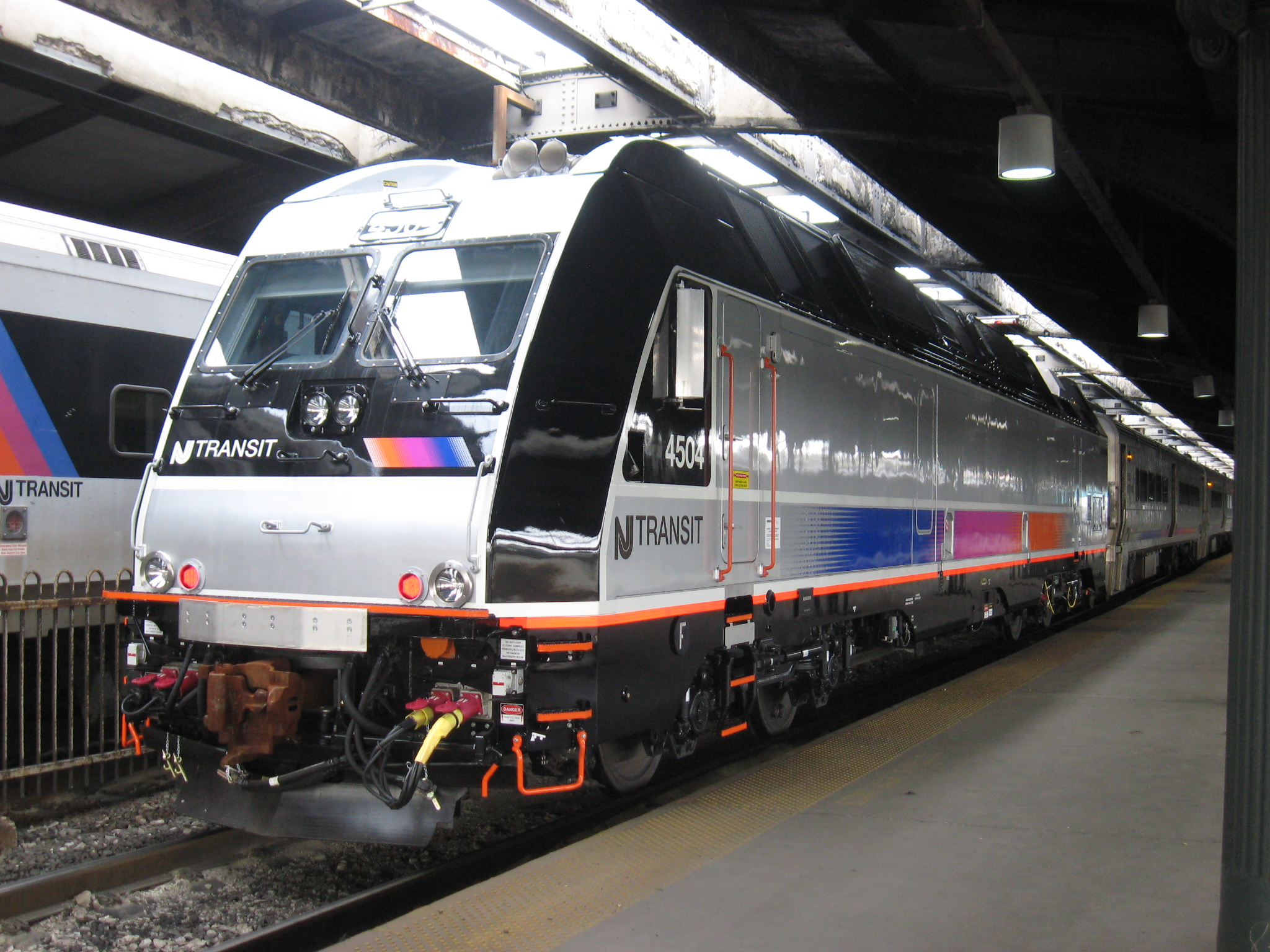
New Jersey Transit tiene una red extensa de Cercanías desde Nueva Jersey hasta Nueva York y Filadelfia

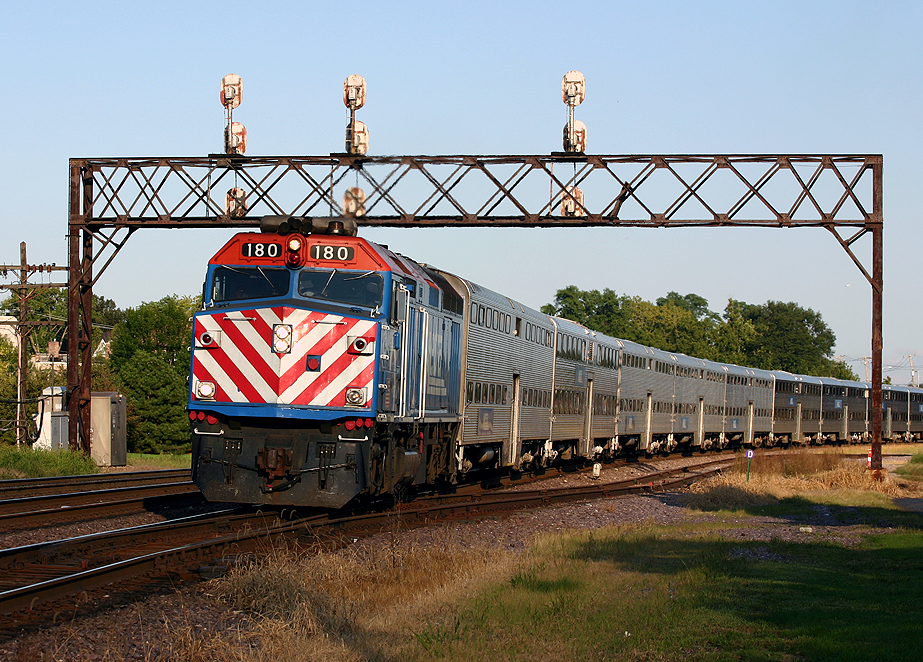
Un tren Metra en Chicago.

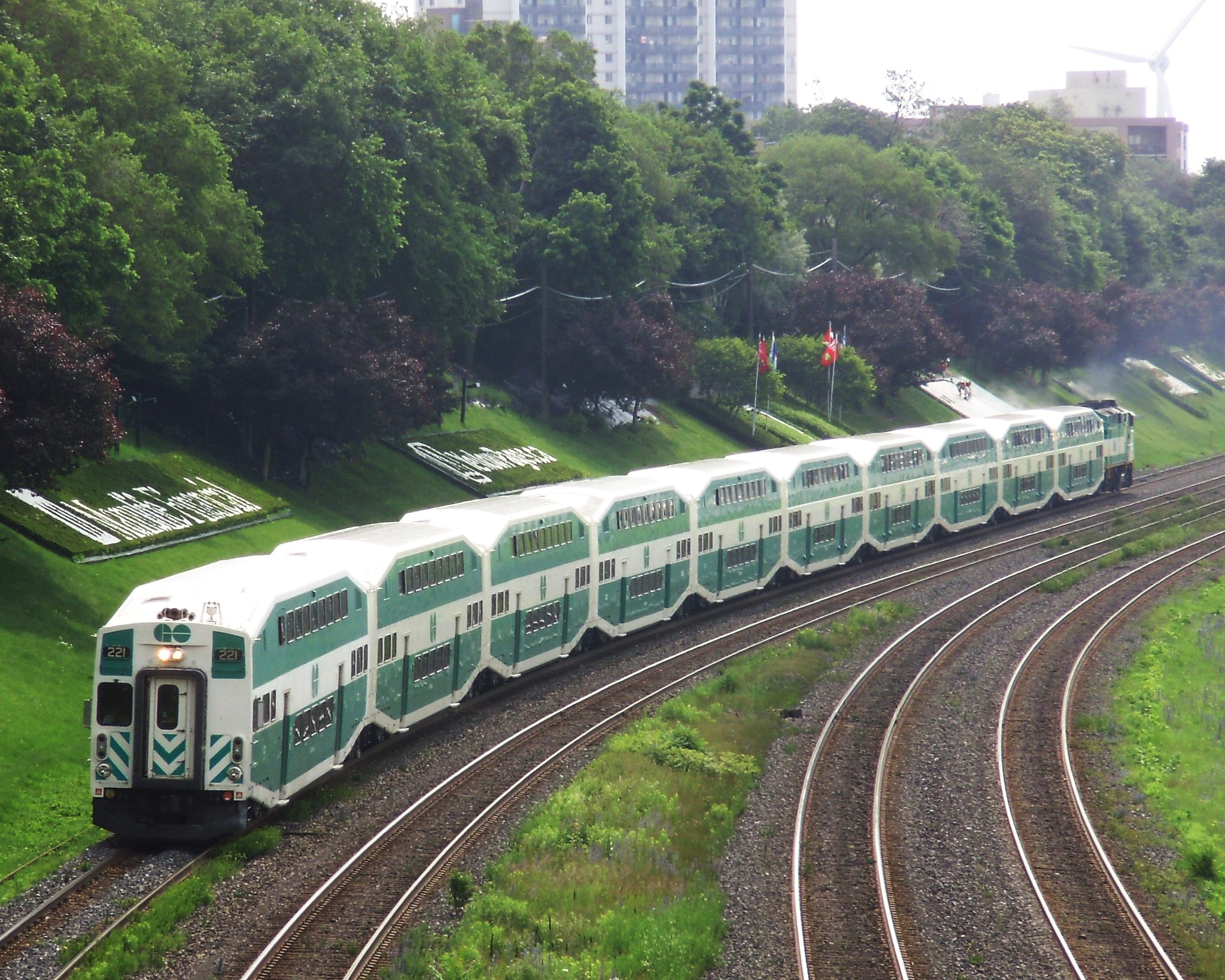
Un tren GO Transit en la línea Lakeshore West en Toronto.

Los servicios de trenes de cercanía en los Estados Unidos, Canadá, Cuba, México, Costa Rica, y Panamá proporcionan transporte común de pasajeros a lo largo de vías ferroviarias, con servicio regular en rutas fijas sobre una base sin reserva, sobre todo para los viajes de corta distancia (local) entre un distrito central de negocios y los suburbios adyacentes y viajes regionales entre ciudades de una conurbación. No incluye servicios de tránsito rápido o de tren ligero.

## Servicios
Muchos, pero no todos, los nuevos ferrocarriles de cercanías ofrecen servicio sólo durante las horas punta.  Por ejemplo, los trenes de cercanía de la West Coast Express van solamente a Downtown Vancouver durante la hora punta de la mañana, y fuera de los suburbios durante la hora punta de la tarde. Este modo de funcionamiento es, en muchos casos, simplificado al terminar el tren con un carro especial de pasajeros (que se refiere como un vagón taxi), que tiene una cabina de funcionamiento y puede controlar la locomotora remota, para evitar tener que dar la del tren alrededor en cada extremo de su recorrido.  Otros sistemas que evitan problemas son mediante el uso de múltiples unidades bidireccionales.
GO Transit opera principalmente durante las horas pico en la mayoría de las líneas, pero ofrece servicio todo el día, siete días a la semana a lo largo de su corredor de mayor actividad, la Lakeshore East line y Lakeshore West line.  Todas las rutas de GO se irradian desde la Toronto Union Station centro de la ciudad.  Los planes futuros para el servicio bidireccional diario en todas las líneas están en las obras menores del plan The Big Move de Metrolinx.
La Utah Transit Authority opera el FrontRunner (el cual conecta las áreas metropolitanas de Ogden, Salt Lake City, y Provo, o Wasatch Front), que corre en intervalos entre treinta minutos durante las horas pico entre semana e intervalos de cada una hora en cualquier otro momento durante los días laborables (no hay servicio los domingos). Servicio decir, hasta después de la medianoche durante la semana, y hasta poco después de las 2 a.m. viernes y sábados por la noche.  El FrontRunner es bidireccional durante la totalidad de sus horas de operación.
La mayoría de los servicios de trenes de cercanías establecidas más antiguas operan siete días a la semana, con un servicio desde la mañana hasta después de la medianoche.  The Long Island Rail Road (LIRR) es el único ferrocarril de cercanías 24/7 en América del Norte.  El Metro-North Railroad, que también recorre el Área Metropolitana de la ciudad de Nueva York, corre en todo momento excepto las horas de la mañana muy temprano (por lo general entre 3 y las 5 a. m.).  The planned East Line and Gold Line, ambos parte del programa FasTracks de la ciudad de Denver, se ejecutará de 03 a.m.-01 a.m. y 04 a.m.-12:30a.m., respectivamente, con un servicio reducido a altas horas de la noche y temprano en la mañana. En estos sistemas, los clientes utilizan los trenes no sólo para ir y volver del trabajo o la escuela, sino también para asistir a eventos deportivos, conciertos, teatro, y similares. Algunos también ofrecen servicio a sitios ideales para escapadas de fin de semana populares y zonas de recreo.
La mayoría de los servicios ferroviarios de cercanías en América del Norte son operados por entidades gubernamentales u organizaciones cuasi gubernamentales. Casi todas las pistas sobre acciones o derechos de vía utilizados por los servicios de pasajeros de larga distancia (e.g. Amtrak, Via Rail),trenes de carga, u otros servicios de cercanías.  La línea electrificada del Corredor Noreste de 600 millas de largo(960 km long) de los Estados Unidos es compartida por los trenes de cercanías Acela Express de Amtrak, y trenes interurbanos regionales.
Los operadores de trenes de cercanías a menudo venden entradas para múltiples viajes de precio reducido (como un pase mensual o semanal), puede cobrar precios específicos de estación a estación, y que tienen uno o dos estaciones de ferrocarriles en el distrito central de negocios.  Commuter trains typically connect to metro o servicios de autobús a su destino y largo de su ruta.

## Extensión

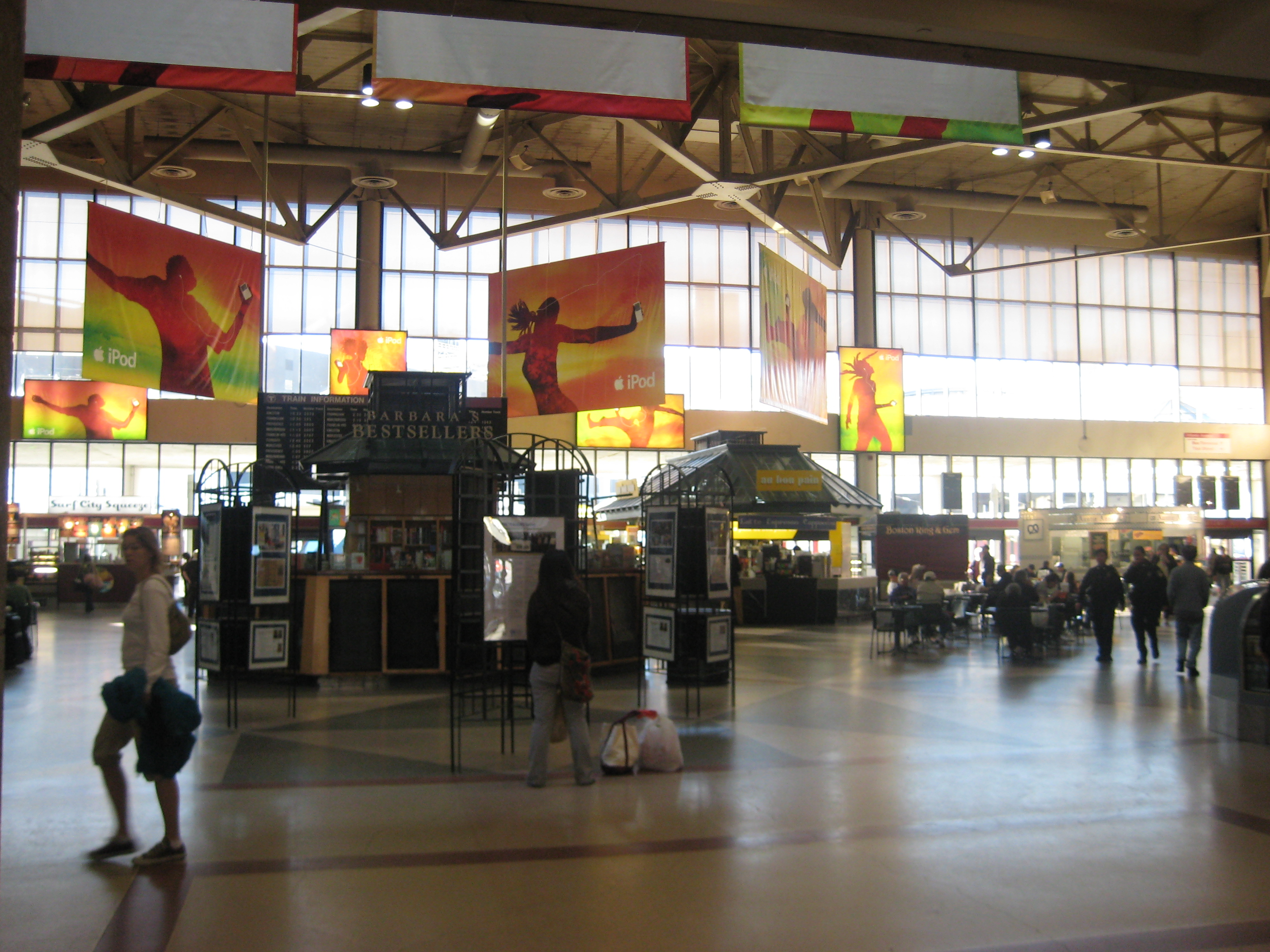
South Station en Boston, Massachusetts es un centro de transporte principal para el servicio de trenes suburbanos de la MBTA.

Las dos estaciones de tren de pasajeros de mayor actividad en los Estados Unidos son la Pennsylvania Station y la Grand Central Terminal, los cuales están ubicados en la ciudad de Nueva York, y que sirven tres de los cuatro ferrocarriles de cercanías de mayor actividad en los Estados Unidos (el LIRR y New Jersey Transit en Penn Station, y el Metro-North Railroad en Grand Central Terminal).  Los ferrocarriles de cercanías que sirven al área de Chicago son Metra y South Shore Line.  Otro sistema notable de ferrocarril de cercanía es MBTA Commuter Rail de Boston, el quinto o sexto más activo en los EE.UU. (después de los sistemas del área de Chicago, Nueva York, Nueva Jersey, y el SEPTA Regional Rail aproximadamente a la altura de Filadelfia) con una frecuencia de pasajeros diarios de 130.600 a partir del Q4 2011. Recorre el área metropolitana de Boston y se extiende hacia el sur hasta Wickford (North Kingstown), Rhode Island.  Los siguientes grandes ferrocarriles de cercanías son el SEPTA Regional Rail, recorriendo el área de Filadelfia; el Caltrain, que opera en San Francisco hasta algunos puntos a los largo de la península; y Metrolink, que opera en los cinco condados del área de Los Ángeles.
Sólo hay tres agencias de trenes de cercanías en Canadá: GO Transit en Toronto, la Agence métropolitaine de transport en Montreal, y el West Coast Express en Vancouver.  Las dos estaciones de tren más concurridas en Canadá son la Union Station en Toronto y Central Station de Montreal.
Las redes ferroviarias de cercanías fuera de las áreas urbanas densamente pobladas como Washington DC, Nueva York, Chicago, Filadelfia, Boston, San Francisco, Montreal, Toronto y áreas metropolitanas han sido históricamente escasas. Desde la década de 1990, sin embargo, se han propuesto varios proyectos de trenes de cercanías y construido en los Estados Unidos, especialmente en el Sun Belt y otras regiones caracterizadas por la expansión urbana que tradicionalmente han sido desatendidas por los medios de transporte públicos. Desde finales de 1990, se han inaugurado redes ferroviarias de cercanías en Dallas, San Diego, Minneapolis, Nashville, Salt Lake City, Orlando, y Albuquerque, entre otras ciudades. Varios proyectos de trenes de cercanías más se han propuesto y están en fase de planificación.

## Material rodante

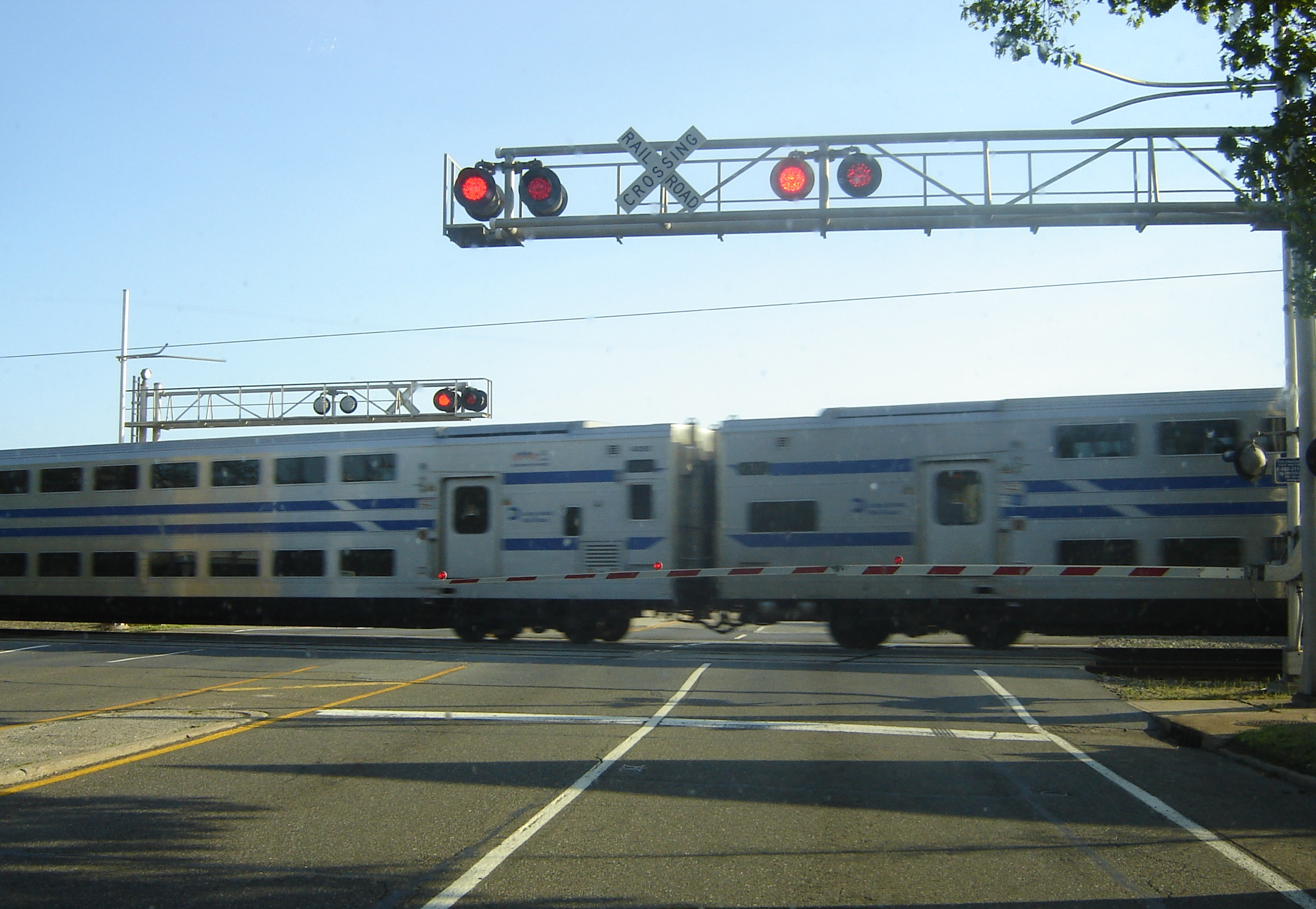
Long Island Rail Road bilevel coaches in Bethpage, Nueva York.

Los trenes de cercanías están bien alimentados por locomotoras diesel-eléctricas o sólo eléctricas, o el uso de coches autopropulsados (algunos sistemas utilizan ambos).  Unos sistemas, particularmente alrededor de la ciudad de Nueva York, utilizan la energía eléctrica, suministrada por un tercer raíl y/o cables catenarias aéreas, el cual proporciona una aceleración más rápida, menos ruido y menos problemas de calidad del aire.  El SEPTA Regional Rail de Filadelfia utiliza la energía eléctrica suministrada exclusivamente por el cable catenaria.
Las locomotoras diesel-eléctricas basadas en el diseño del EMD F40PH tan bien como el MP36PH-3C son populares como fuerza motriz para los trenes de cercanías. Los fabricantes de coches incluyen a Bombardier, Kawasaki, Nippon Sharyo, y Hyundai-Rotem.  Unos cuantos sistemas usan varios vehículos de propulsión Diesel, incluyendo WES Commuter Rail cerca de Portland, el Capital MetroRail de la ciudad de Austin, y el Tri-rail del sur de Florida.  Estos sistemas de vehículos usados suministrados por Stadler Rail o US Railcar (antes Colorado Railcar).

## Operadores de trenes de cercanías de América del Norte
| Sistema                                                            | País                      | Area metropolitana                                      | Provincia / Estado                              | Número de líneas                                        | Pasajeros prom. diarios (Q4 2014) |
| ------------------------------------------------------------------ | ------------------------- | ------------------------------------------------------- | ----------------------------------------------- | ------------------------------------------------------- | --------------------------------- |
| A-train                                                            | Bandera de Estados Unidos | Condado de Denton                                       | Texas                                           | 1                                                       | 1900                              |
| Agence Métropolitaine de Transport                                 | Bandera de Canadá         | Montreal                                                | Quebec                                          | 6                                                       | 75 600                            |
| Altamont Corridor Express (ACE)                                    | Bandera de Estados Unidos | San Jose–Stockton                                       | California                                      | 1                                                       | 4600                              |
| Caltrain                                                           | Bandera de Estados Unidos | San Francisco – San Jose                                | California                                      | 1 (1 proposed)                                          | 56 700                            |
| Capital MetroRail                                                  | Bandera de Estados Unidos | Austin                                                  | Texas                                           | 1                                                       | 2800                              |
| Capitol Corridor                                                   | Bandera de Estados Unidos | Sacramento–San Francisco Bay Area                       | California                                      | 1                                                       | 4500                              |
| Coaster                                                            | Bandera de Estados Unidos | San Diego–Oceanside                                     | California                                      | 1                                                       | 4900                              |
| Ferrocarril Suburbano de la Zona Metropolitana del Valle de México | Bandera de México         | Ciudad de México                                        | Ciudad de México / Estado de México             | 1 (2 en construcción)                                   | 88 000                            |
| El Insurgente                                                      | Bandera de México         | Ciudad de México                                        | Ciudad de México / Estado de México             | 1                                                       |                                   |
| GO Transit                                                         | Bandera de Canadá         | Toronto                                                 | Ontario                                         | 7                                                       | 200 900 (2015)                    |
| Ferrocarril suburbano de La Habana                                 | Bandera de Cuba           | La Habana                                               | La Habana / Artemisa / Mayabeque / Matanzas     | 8                                                       |                                   |
| Long Island Rail Road                                              | Bandera de Estados Unidos | New York City–Long Island                               | New York                                        | 11 (15 former)                                          | 337 800                           |
| MARC Train                                                         | Bandera de Estados Unidos | Baltimore–Washington, D.C.                              | Maryland / West Virginia / District of Columbia | 4                                                       | 35 200                            |
| MBTA Commuter Rail                                                 | Bandera de Estados Unidos | Boston                                                  | Massachusetts / Rhode Island                    | 14 (1 under construction, 5 former)                     | 130 600                           |
| Metra                                                              | Bandera de Estados Unidos | Chicago                                                 | Illinois / Wisconsin                            | 13 (2 planned)                                          | 290 500                           |
| Metrolink                                                          | Bandera de Estados Unidos | Los Ángeles–Sur de California                           | California                                      | 7 (3 planned)                                           | 41 200                            |
| Metro-North Railroad                                               | Bandera de Estados Unidos | New York City; New Haven; Poughkeepsie                  | New York / Connecticut                          | 8                                                       | 298 900                           |
| Music City Star                                                    | Bandera de Estados Unidos | Nashville                                               | Tennessee                                       | 1                                                       | 1000                              |
| NJ Transit Rail Operations                                         | Bandera de Estados Unidos | North Jersey; New York City Philadelphia; Atlantic City | New Jersey / New York / Pennsylvania            | 12 (1 under construction, 1 former/planned, 3 proposed) | 308 523 (FY2015)                  |
| New Mexico Rail Runner Express                                     | Bandera de Estados Unidos | Albuquerque–Santa Fe                                    | New Mexico                                      | 1                                                       | 3400                              |
| Northstar Line                                                     | Bandera de Estados Unidos | Minneapolis–Saint Paul                                  | Minnesota                                       | 1 (7 proposed)                                          | 2500                              |
| Panama Canal Railway                                               | Bandera de Panamá         | Ciudad de Panamá–Colón                                  | Panamá / Colón                                  | 1                                                       |                                   |
| Regional Transportation District                                   | Bandera de Estados Unidos | Denver                                                  | Colorado                                        | 2 (2 under construction)                                |                                   |
| South Shore Line                                                   | Bandera de Estados Unidos | Chicago–South Bend                                      | Illinois / Indiana                              | 1 (1 proposed)                                          | 11 800                            |
| SEPTA Regional Rail                                                | Bandera de Estados Unidos | Philadelphia                                            | Pennsylvania / New Jersey / Delaware            | 13 (1 former)                                           | 134 600                           |
| Shore Line East                                                    | Bandera de Estados Unidos | New Haven–New London                                    | Connecticut                                     | 1                                                       | 2200                              |
| Sounder                                                            | Bandera de Estados Unidos | Seattle–Tacoma                                          | Washington                                      | 2                                                       | 13 700                            |
| SunRail                                                            | Bandera de Estados Unidos | Orlando                                                 | Florida                                         | 1 (1 proposed)                                          | 3200                              |
| Tren Interurbano (Costa Rica)                                      | Bandera de Costa Rica     | San José–Valle Central                                  | San José / Heredia / Cartago                    | 4                                                       |                                   |
| Trinity Railway Express                                            | Bandera de Estados Unidos | Dallas–Fort Worth                                       | Texas                                           | 1                                                       | 8200                              |
| Tri-Rail                                                           | Bandera de Estados Unidos | Miami–Sur de Florida                                    | Florida                                         | 1                                                       | 14 400                            |
| Utah Transit Authority (the FrontRunner)                           | Bandera de Estados Unidos | Ogden–Salt Lake City–Provo                              | Utah                                            | 1                                                       | 16 800                            |
| Virginia Railway Express                                           | Bandera de Estados Unidos | Washington, D.C.                                        | Virginia / District of Columbia                 | 2 (1 planned)                                           | 17 900                            |
| West Coast Express                                                 | Bandera de Canadá         | Vancouver                                               | British Columbia                                | 1                                                       | 10 600                            |
| Westside Express Service                                           | Bandera de Estados Unidos | Portland                                                | Oregón                                          | 1                                                       | 1800                              |

## Sistemas en construcción y previstos de forma activa
Existen varios sistemas de trenes de cercanías actualmente en construcción o en desarrollo activo en Canadá, México y Estados Unidos.
| Área metropolitana                           | País                      | Provincia/Estado                     | Sistema                                                                      | Oficial sitio        | Otro sitio    |
| -------------------------------------------- | ------------------------- | ------------------------------------ | ---------------------------------------------------------------------------- | -------------------- | ------------- |
| Halifax                                      | Bandera de Canadá         | Nova Scotia                          | Halifax Transit                                                              | [ 7 ]                |               |
| Ottawa                                       | Bandera de Canadá         | Ontario / Québec                     | Moose/Transport Pontiac-Renfrew*                                             | [ 8 ]                | [ 9 ]         |
| Aguascalientes                               | Bandera de México         | Aguascalientes                       | Tren Suburbano (no official name yet)                                        |                      | [ 10 ] [ 11 ] |
| Guadalajara                                  | Bandera de México         | Jalisco                              | Tren Suburbano                                                               |                      | [ 12 ] [ 13 ] |
| Anchorage                                    | Bandera de Estados Unidos | Alaska                               | Alaska Railroad (existing long-distance railroad, proposed commuter service) | [ 14 ]               | [ 15 ]        |
| Ann Arbor                                    | Bandera de Estados Unidos | Michigan                             | WALLY                                                                        | [ 16 ]               | [ 17 ]        |
| Atlanta / Athens / Macon                     | Bandera de Estados Unidos | Georgia                              | Georgia Rail Passenger Program, Georgia Brain Train                          |                      |               |
| Boston / New Bedford / Fall River            | Bandera de Estados Unidos | Massachusetts                        | South Coast Rail                                                             | [ 18 ]               |               |
| Charlotte                                    | Bandera de Estados Unidos | North Carolina                       | LYNX Red Line                                                                | [ 19 ]               | [ 20 ]        |
| Cleveland                                    | Bandera de Estados Unidos | Ohio                                 | Cleveland commuter rail                                                      | [ 21 ]               | [ 22 ] [ 23 ] |
| Cincinnati                                   | Bandera de Estados Unidos | Ohio                                 | Eastern Corridor Commuter Rail                                               | [ 24 ]               |               |
| Cloverdale–Larkspur (San Francisco Bay Area) | Bandera de Estados Unidos | California                           | SMART                                                                        | [ 25 ]               |               |
| Dallas / Fort Worth                          | Bandera de Estados Unidos | Texas                                | Tarrant Express (TEX) / DART Cotton Belt Rail Line                           | [ 26 ] [ 27 ]        |               |
| Denver / Aurora / Boulder                    | Bandera de Estados Unidos | Colorado                             | RTD commuter rail                                                            | [ 28 ]               |               |
| Detroit                                      | Bandera de Estados Unidos | Michigan                             | SEMCOG Commuter Rail                                                         | [ 29 ] [ 30 ] [ 31 ] |               |
| Greensboro                                   | Bandera de Estados Unidos | North Carolina                       | TRIAD Commuter Rail                                                          | [ 32 ]               |               |
| Harrisburg / Lancaster                       | Bandera de Estados Unidos | Pennsylvania                         | Capital Red Rose Corridor (Capital Area Transit)                             | [ 33 ]               |               |
| Houston                                      | Bandera de Estados Unidos | Texas                                | Metropolitan Transit Authority of Harris County, Texas                       | [ 34 ] [ 35 ]        |               |
| Indianapolis                                 | Bandera de Estados Unidos | Indiana                              | IndyConnect Green Line                                                       | [ 36 ]               | [ 37 ]        |
| Jacksonville                                 | Bandera de Estados Unidos | Florida                              | First Coast Commuter Rail                                                    |                      |               |
| Madison                                      | Bandera de Estados Unidos | Wisconsin                            | Dane County Commuter Rail, Transport 2020 Commuter Rail                      | [ 38 ] [ 39 ]        |               |
| Minneapolis                                  | Bandera de Estados Unidos | Minnesota                            | Red Rock Corridor / Dan Patch Corridor                                       | [ 40 ]               |               |
| New Haven / Hartford / Springfield           | Bandera de Estados Unidos | Connecticut / Massachusetts          | Hartford Line                                                                | [ 41 ]               |               |
| Pittsburgh                                   | Bandera de Estados Unidos | Pennsylvania                         | Eastern Corridor Transit Study (no official name a 2010)                     | [ 42 ]               | [ 43 ]        |
| Raleigh / Durham / Cary (Research Triangle)  | Bandera de Estados Unidos | North Carolina                       | Durham-Wake Corridor                                                         | [ 44 ]               |               |
| San Antonio / Austin                         | Bandera de Estados Unidos | Texas                                | LSTAR                                                                        | [ 45 ]               |               |
| Scranton / New Jersey / New York City        | Bandera de Estados Unidos | Pennsylvania / New Jersey / New York | Lackawanna Cutoff                                                            | [ 46 ]               |               |
| St. Louis                                    | Bandera de Estados Unidos | Missouri / Illinois                  | St. Louis Commuter Rail                                                      | [ 47 ]               |               |

- The proposal in Ottawa is actually 2 organizations proposing similar systems.

## Antiguos sistemas
Sistemas que han cesado las operaciones desde la década de 1970:
- OnTrack, Syracuse (Nueva York) (hasta 2007)
- Champlain Flyer, Burlington (Vermont) (hasta 2003)
- PATrain, Pittsburgh (Pensilvania) (hasta 1989)
- SEMTA, Detroit (Michigan) (hasta 1983)
- Antiguo Erie-Lackawanna, posterior Conrail, servicio entre Cleveland (Ohio) y Youngstown (Ohio) (hasta 1977)
- Antiguo Milwaukee Road, servicio entre Milwaukee y Watertown (Wisconsin) (hasta los primeros años 1970s)
- Pittsburgh and Lake Erie Railroad, servicio entre Pittsburgh y Beaver Falls (Pensilvania) (hasta 1993)
- Parkway Limited, Pittsburgh (Pensilvania) (hasta 1981)